# روسگوستراخ
روسگوستراخ (انگلیسی: Rosgosstrakh) شرکت بیمه روسی است، که در سال ۱۹۹۲ تأسیس شد.